# Celestino Vietti

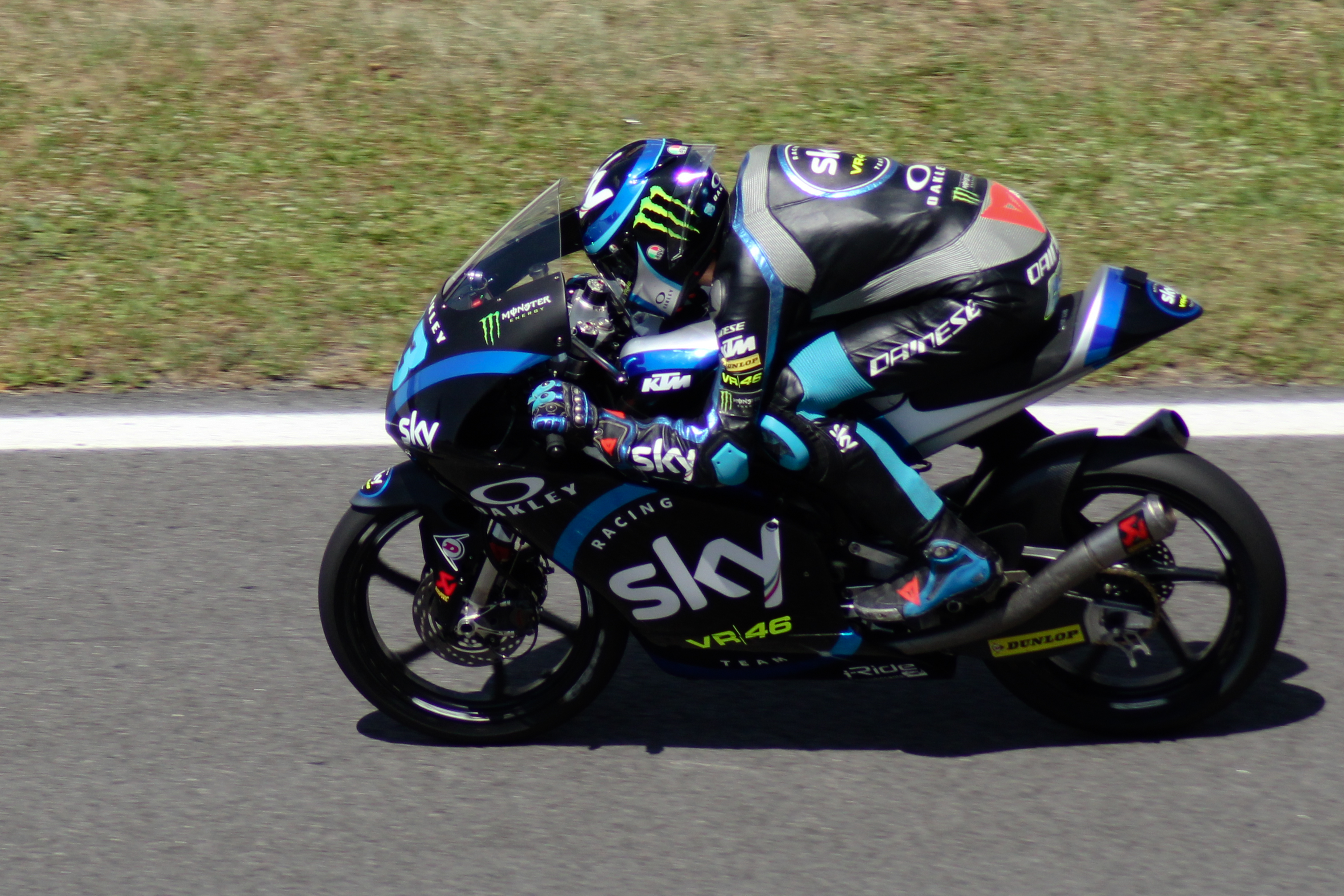
Vietti 2019 auf KTM

Celestino Vietti Ramus (* 13. Oktober 2001 in Cirié) ist ein italienischer Motorradrennfahrer. Er ist ein Mitglied von Valentino Rossis VR46-Akademie und startet derzeit für Team HDR Heidrun in der Moto2-Klasse der Motorrad-Weltmeisterschaft.

## Karriere

### Motorrad-Weltmeisterschaft

#### Moto3-Klasse
Sein Debüt in der Motorrad-Weltmeisterschaft gab Vietti in der Moto3-Klasse 2018.

#### Moto2-Klasse
Seit der Saison 2021 startet Vietti in der Moto2-Klasse.

## Statistik

### Erfolge
- 2019 – Moto3-Rookie of the Year auf KTM
- 9 Grand-Prix-Siege

### In der Motorrad-Weltmeisterschaft
(Stand: Großer Preis von Österreich, 17. August 2025)
| Saison | Klasse | Team                    | Motorrad   | Rennen | Siege | Zweiter | Dritter | Poles | Schn. Runden | Punkte | Ergebnis |
| ------ | ------ | ----------------------- | ---------- | ------ | ----- | ------- | ------- | ----- | ------------ | ------ | -------- |
| 2018   | Moto3  | Sky Racing Team VR46    | KTM        | 4      | –     | –       | 1       | –     | –            | 24     | 25.      |
| 2019   | Moto3  | Sky Racing Team VR46    | KTM        | 19     | –     | –       | 3       | 1     | 1            | 135    | 10.      |
| 2020   | Moto3  | Sky Racing Team VR46    | KTM        | 15     | 2     | 1       | 1       | –     | 1            | 146    | 5.       |
| 2021   | Moto2  | Sky Racing Team VR46    | Kalex      | 18     | –     | –       | –       | –     | –            | 89     | 12.      |
| 2022   | Moto2  | Mooney Racing Team VR46 | Kalex      | 20     | 3     | 2       | –       | 3     | 4            | 165    | 7.       |
| 2023   | Moto2  | Fantic Racing           | Kalex      | 17     | 1     | 1       | –       | 2     | 1            | 116    | 10.      |
| 2024   | Moto2  | Red Bull KTM Ajo        | Kalex      | 17     | 3     | –       | 1       | 2     | 3            | 165    | 7.       |
| 2025   | Moto2  | Team HDR Heidrun        | Boscoscuro | 13     | –     | –       | 2       | –     | –            | 106    | 6.       |
| Gesamt | Gesamt | Gesamt                  | Gesamt     | 123    | 9     | 4       | 8       | 8     | 10           | 946    |          |

Grand-Prix-Siege
| Saison | Klasse | Rennen                             |
| ------ | ------ | ---------------------------------- |
| 2020   | Moto3  | Steiermark Frankreich              |
| 2022   | Moto2  | Katar Argentinien Katalonien       |
| 2023   | Moto2  | Osterreich                         |
| 2024   | Moto2  | Osterreich Emilia-Romagna Malaysia |

Einzelergebnisse
| Saison | 1        | 2           | 3           | 4          | 5          | 6          | 7                      | 8              | 9           | 10                     | 11          | 12                     | 13         | 14             | 15                            | 16             | 17         | 18             | 19         | 20       | 21       | 22       |
| ------ | -------- | ----------- | ----------- | ---------- | ---------- | ---------- | ---------------------- | -------------- | ----------- | ---------------------- | ----------- | ---------------------- | ---------- | -------------- | ----------------------------- | -------------- | ---------- | -------------- | ---------- | -------- | -------- | -------- |
| 2018   | Katar    | Argentinien | USA-Texas   | Spanien    | Frankreich | Italien    | Katalonien             | Niederlande    | Deutschland | Tschechien             | Osterreich  | Vereinigtes Konigreich | San Marino | Aragonien      | Thailand                      | Japan          | Australien | Malaysia       | \|\| \|\|  |          |          |          |
| 2018   |          |             |             |            |            |            |                        |                |             |                        |             |                        |            |                |                               | 14             | 3          | DNF            | 10         |          |          |          |
| 2019   | Katar    | Argentinien | USA-Texas   | Spanien    | Frankreich | Italien    | Katalonien             | Niederlande    | Deutschland | Tschechien             | Osterreich  | Vereinigtes Konigreich | San Marino | Aragonien      | Thailand                      | Japan          | Australien | Malaysia       | \|\| \|\|  |          |          |          |
| 2019   | 5        | 14          | 9           | 3          | 7          | 9          | 3                      | DNF            | DNF         | 19                     | 4           | 9                      | DNF        | 14             | 6                             | 3              | DNF        | 5              | 8          |          |          |          |
| 2020   | Katar    | Spanien     | Andalusien  | Tschechien | Osterreich | Steiermark | San Marino             | Emilia-Romagna | Katalonien  | Frankreich             | Aragonien   |                        | Europa     | Valencia       | \|\| \|\| \|\| \|\| \|\| \|\| |                |            |                |            |          |          |          |
| 2020   | 28       | 5           | 3           | 13         | 5          | 1          | DNF                    | 2              | 8           | 1                      | 9           | 5                      | 23         | 24             | 7                             |                |            |                |            |          |          |          |
| 2021   | Katar    | Katar       | Portugal    | Spanien    | Frankreich | Italien    | Katalonien             | Deutschland    | Niederlande | Steiermark             | Osterreich  | Vereinigtes Konigreich | Aragonien  | San Marino     | USA-Texas                     | Emilia-Romagna | Portugal   | \|\| \|\| \|\| |            |          |          |          |
| 2021   | 12       | 7           | DNF         | 18         | 19         | 16         | 14                     | 15             | 10          | 6                      | 6           | 12                     | 15         | 10             | DNF                           | 4              | 6          | 4              |            |          |          |          |
| 2022   | Katar    | Indonesien  | Argentinien | USA-Texas  | Portugal   | Spanien    | Frankreich             | Italien        | Katalonien  | Deutschland            | Niederlande | Vereinigtes Konigreich | Osterreich | San Marino     | Aragonien                     | Japan          | Thailand   | Australien     | Malaysia   | \|\|     |          |          |
| 2022   | 1        | 2           | 1           | DNF        | 2          | 6          | 8                      | DNF            | 1           | DNF                    | 4           | 6                      | DNF        | DNF            | 10                            | DNF            | 10         | DNF            | DNF        | DNF      |          |          |
| 2023   | Portugal | Argentinien | USA-Texas   | Spanien    | Frankreich | Italien    | Deutschland            | Niederlande    | Kasachstan  | Vereinigtes Konigreich | Osterreich  | Katalonien             | San Marino | Indien         | Japan                         | Indonesien     | Australien | Thailand       | Malaysia   | Katar    | Valencia |          |
| 2023   | 11       | 13          | 9           | DNF        | 4          | 5          | 10                     | 10             | C           | 12                     | 1           | 10                     | 2          | DNS            |                               |                | DNF        | DNF            | DNF        | 6        | DNF      |          |
| 2024   | Katar    | Portugal    | USA-Texas   | Spanien    | Frankreich | Katalonien | Italien                | Niederlande    | Deutschland | Vereinigtes Konigreich | Osterreich  | Aragonien              | San Marino | Emilia-Romagna | Indonesien                    | Japan          | Australien | Thailand       | Malaysia   | \|\|     |          |          |
| 2024   | 9        | 7           | 10          | 9          | INJ        | DNF        | 7                      | 10             | 5           | 3                      | 1           | 10                     | DNF        | 1              | 12                            | 7              | DNS        | INJ            | 1          | DNF      |          |          |
| 2025   | Thailand | Argentinien | USA-Texas   | Katar      | Spanien    | Frankreich | Vereinigtes Konigreich | Aragonien      | Italien     | Niederlande            | Deutschland | Tschechien             | Osterreich | Ungarn         | Katalonien                    | San Marino     | Japan      | Indonesien     | Australien | Malaysia | Portugal | Valencia |
| 2025   | DNF      | 3           | 20          | 7          | 7          | 8          | 6                      | 18             | 5           | 11                     | 5           | 5                      | 3          |                |                               |                |            |                |            |          |          |          |

| Legende  | Legende            | Legende                                                          |
| Farbe    | Abkürzung          | Bedeutung                                                        |
| -------- | ------------------ | ---------------------------------------------------------------- |
| Gold     | –                  | Sieg                                                             |
| Silber   | –                  | 2. Platz                                                         |
| Bronze   | –                  | 3. Platz                                                         |
| Grün     | –                  | Platzierung in den Punkten                                       |
| Blau     | –                  | Klassifiziert außerhalb der Punkteränge                          |
| Violett  | DNF                | Rennen nicht beendet (did not finish)                            |
| Violett  | NC                 | nicht klassifiziert (not classified)                             |
| Rot      | DNQ                | nicht qualifiziert (did not qualify)                             |
| Rot      | DNPQ               | in Vorqualifikation gescheitert (did not pre-qualify)            |
| Schwarz  | DSQ                | disqualifiziert (disqualified)                                   |
| Weiß     | DNS                | nicht am Start (did not start)                                   |
| Weiß     | WD                 | zurückgezogen (withdrawn)                                        |
| Hellblau | PO                 | nur am Training teilgenommen (practiced only)                    |
| Hellblau | TD                 | Freitags-Testfahrer (test driver)                                |
| ohne     | DNP                | nicht am Training teilgenommen (did not practice)                |
| ohne     | INJ                | verletzt oder krank (injured)                                    |
| ohne     | EX                 | ausgeschlossen (excluded)                                        |
| ohne     | DNA                | nicht erschienen (did not arrive)                                |
| ohne     | C                  | Rennen abgesagt (cancelled)                                      |
| ohne     | keine WM-Teilnahme |                                                                  |
| sonstige | P/fett             | Pole-Position                                                    |
| sonstige | 1/2/3/4/5/6/7/8    | Punktplatzierung im Sprint-/Qualifikationsrennen                 |
| sonstige | SR/kursiv          | Schnellste Rennrunde                                             |
| sonstige | *                  | nicht im Ziel, aufgrund der zurückgelegten Distanz aber gewertet |
| sonstige | ()                 | Streichresultate                                                 |
| sonstige | unterstrichen      | Führender in der Gesamtwertung                                   |